# 马丁·艾伯哈德
马丁·艾伯哈德（英語：Martin Eberhard，1960年5月15日—）是一位美国工程师、企业家，出生在美国加州伯克利市，特斯拉的联合创始人和第一任首席执行官。他是2007年《财富》杂志评选的创新者前24位，另外，他也是2007年《商业2.0》杂志评选的“Who Matter Now” 50人中的第32位 。

## 个人生平
艾伯哈德於1960年出生在美国加州的伯克利市，在加州的肯辛顿长大，后在伯克利附近的艾尔赛里托念中学。在他11年级的时候，艾伯哈德举家搬迁到伊利诺伊州生活。1982年获得了美国伊利诺伊大学香槟分校颁发的计算机工程学士学位；一年之后，他就从同一所学校获得了电气工程的硕士学位 。
艾伯哈德最初在WyseTechnology公司做一名电气工程师，在那里他开发设计出了他的第一个产品：WY-30ASCII计算机终端 。
艾伯哈德后来进入Network Computing Devices Inc.（制造基于X-window的网络终端设备）。1997年，又与马克·塔彭宁共同创立了NuvoMedia（火箭牌电子书），但该公司在2000年被Gemstar–TV Guide International 收购。
2003年，艾伯哈德与塔彭宁再度合作，创立了特斯拉汽车公司，并担任CEO直到2007年。2007年11月30日，多家媒体报道艾伯哈德被要求离开公司，具体原因被拒绝透露。2008年1月7日，纽约时报报道，特斯拉之父艾伯哈德已经不再受雇于特斯拉汽车公司，他本人也证实了这个消息，他只作为特斯拉的一个股东存在。艾伯哈德表示，自己有意重新开一家公司继续在绿色科技方面有所发展。
2009年初，艾伯哈德成为大众汽车位于加利福尼亚州的帕罗奥多的电子研究实验室（ERL）的电动车设计总监。